# Seo-gu, Busan
Seo-gu (koreanska: 서구, Västra distriktet) är ett av de 15 stadsdistrikten (gu) i staden Busan i sydöstra Sydkorea, 300 km sydost om huvudstaden Seoul.

## Administrativ indelning
Seo-gu består av 13 stadsdelar (dong).

- Ami-dong
- Amnam-dong
- Bumin-dong
- Chojang-dong
- Chungmu-dong
- Dongdaesin 1-dong
- Dongdaesin 2-dong
- Dongdaesin 3-dong
- Nambumin 1-dong
- Nambumin 2-dong
- Seodaesin 1-dong
- Seodaesin 3-dong
- Seodaesin 4-dong